# ماریو لوسادا (بازیکن فوتبال)
ماریو لوسادا (انگلیسی: Mario Losada؛ زادهٔ ۱۳ مهٔ ۱۹۹۷) بازیکن فوتبال اهل اسپانیا است.
از باشگاه‌هایی که در آن بازی کرده‌است می‌توان به باشگاه فوتبال آلکورکون اشاره کرد.